# تلبیسه
تلبیسه (به عربی: تلبیسة) نام شهری در حمص، سوریه است که در منطقه الرستان واقع شده‌است. شهر تلبیسه در ۱۰ کیلومتری شمال حمص واقع شده‌است.

## خصوصیات
تلبیسه ۳۰٬۷۹۶ نفر جمعیت دارد و ۴۵۵ متر بالاتر از سطح دریا واقع شده‌است.